# فرنسيس واتسون (سياسي)
فرنسيس واتسون (بالإنجليزية: Francis Watson)‏ هو سياسي بريطاني (وحمل سابقاً جنسية المملكة المتحدة لبريطانيا العظمى وأيرلندا)، ولد في 7 يناير 1864، وتوفي في 27 أغسطس 1947. حزبياً، نشط في حزب المحافظين. في الانتخابات العامة في المملكة المتحدة 1923 ‏، انتخب عضو برلمان المملكة المتحدة الـ33 عن دائرة Pudsey and Otley (UK Parliament constituency) ‏ (6 ديسمبر 1923 – 9 أكتوبر 1924) وفي الانتخابات العامة في المملكة المتحدة 1924 ‏، انتخب عضو برلمان المملكة المتحدة الـ34 عن دائرة Pudsey and Otley (UK Parliament constituency) ‏ (29 أكتوبر 1924 – 10 مايو 1929).